# Гахенбах
Гахенбах (нем. Gachenbach) — община в Германии, в земле Бавария. 
Подчиняется административному округу Верхняя Бавария. Входит в состав района Нойбург-Шробенхаузен.  Население составляет 2350 человек (на 31 декабря 2010 года). Занимает площадь 30,24 км².